# Девід Барстоу
Девід Барстоу (англ. David Barstow; 21 січня 1963, Бостон) — американський журналіст. Він виграв чотири Пулітцерівські премії, починаючи з 2005 року, всі вони пов'язані з його роботою з The New York Times, і був триразовим фіналістом Пулітцерівської премії в 1990-х роках, під час звітів для «Tampa Bay Times».

## Життя і робота
Народився в Бостоні, в 1986 році отримав ступінь бакалавра в Школі журналістики Меділь у Північно-західному університеті . Барстоу працював у The New York Times з 1999 року, і з 2002 року є журналістом-слідчим.
Девід працював у «Tampa Bay Times» у Флориді, де був фіналістом трьох репортерських Пулітцерівських премій: підсумкові новини у 1997 році, розслідування у 1998 році і пояснювальна журналістика в 1998 році (тепер вона називається пояснювальною звітністю).
«Нью-Йорк таймс» виграла Пулітцерівську премію за публічну діяльність у 2004 році, посилаючись на «роботу Девіда Барстоу і Лоуелла Бергмана, які невпинно розглядали смерть і травми серед американських робітників та звинувачували роботодавців у порушеннях основних правил безпеки».
У 2009 році Барстоу завоював Пулітцерівську премію за розслідувальні звіти під час роботи у «Таймс», — за «його наполегливу звітність, яка показала, що деякі пенсіонери, працюючи на радіо та телебаченні, співпрацювали з Пентагоном і деякі з них також мали нерозголошені зв'язки з компаніями, які отримували користь від політики, яку вони захищали».
Однією з трьох історій, поданих для Пулітцерівської премії, був дослідницький репортаж «Машина повідомлень: телевізійна аналітика, прихована рука Пентагону» (20 квітня 2008 року). Барстоу повідомив, що Міністерство оборони набрало понад 75 військовослужбовців у відставці, деякі з них мали нерозголошені зв'язки з оборонними підрядниками, і з'являлися на головних каналах у новинах як військові аналітики, коментуючи війну в Іраку на їхню користь. Він писав: «Записи та інтерв'ю показують, як адміністрація Буша використовувала свій контроль над доступом до інформації, щоб перетворити аналітиків на свого роду медіа-троянського коня — інструмент, призначений для формування тероризму з головних телевізійних і радіомереж.» Незважаючи на те, що Пентагон спочатку оприлюднив заяву, що відновлює цю програму, представники офісу генерального інспектора Пентагону пізніше заявили, що вона має певні недоліки, і заява була знята.
Барстоу і Alejandra Xanic von Bertrab поділили Пулітцерівську премію за розслідувальні звіти та премію Gerald Loeb за розслідувальну бізнес-журналістику (розкриття справи, як Wal-Mart використовував хабарництво для того, щоб домінувати на ринку в Мексиці).
За його репортажі в «Нью-Йорк Таймс» про те, як майбутній президент Дональд Трамп і його сім'я уникали сплачувати приблизно півмільярда доларів податків, Барстоу поділив Пулітцерівською премією 2019 за пояснювальну звітність з Сюзанною Крейг і Рус Бютнер.

## Історія прихованих рук
Коли доповідь Барстоу була надрукована, стверджуючи, що деякі пенсіонери, які працювали в якості телевізійних аналітиків у прямих ефірах, були таємно обрані Пентагоном, щоб висвітлити своє бачення щодо війни в Іраку, більшість тих же американських телевізійних мереж не змогли назвати ім'я Барстоу в своїх новинах або говорити про його розслідування. Проте після того, як Девід Барстоу виграв Пулітцерівську премію, він висловив думку, що його історія спричинила певні покращення в практиці телерадіомереж.